# Wiktorija Wiktorowna Kalinina
Wiktorija Wiktorowna Kalinina (russisch Виктория Викторовна Калинина; englisch Victoriya Kalinina; * 8. Dezember 1988 in Maikop, Autonome Oblast Adygeja, Region Krasnodar, Russische SFSR, Sowjetunion) ist eine russische Handballspielerin.

## Karriere
Wiktorija Kalinina spielte bis 2009 bei GK 53 Moskau. Anschließend schloss sich die Torhüterin Swesda Swenigorod an, mit dem sie 2010 und 2011 den russischen Pokal gewann. 2013 unterschrieb sie einen Vertrag bei GK Kuban Krasnodar. Im Februar 2015 wechselte sie zum GK Astrachanotschka an. Mit Astrachanotschka gewann sie 2016 die russische Meisterschaft. Anschließend kehrte sie wieder zu Kuban Krasnodar zurück. In der Saison 2018/19 pausierte sie schwangerschaftsbedingt. Zwischen 2020 und 2023 stand sie bei GK Rostow am Don unter Vertrag. Mit Rostow gewann sie 2022 die russische Meisterschaft.
Kalinina läuft für die russische Nationalmannschaft auf. Bei den Olympischen Spielen 2016 in Rio de Janeiro gewann sie die Goldmedaille. Im ersten Vorrundenspiel gegen Südkorea wurde Kalinina in der zweiten Halbzeit bei einem 13:20-Rückstand eingewechselt und hielt daraufhin 69 Prozent der Würfe, womit sie ihrer Nationalmannschaft zu einem 30:25-Erfolg verhalf. Bei der Weltmeisterschaft 2019 gewann sie mit der russischen Auswahl die Bronzemedaille. Mit der russischen Auswahl gewann sie die Silbermedaille bei den Olympischen Spielen in Tokio. Kalinina parierte im Turnierverlauf 24 % der gegnerischen Würfe.